# دومينيك لافان
دومينيك لافان (بالفرنسية: Dominique Laffin)‏ (ولديت يوم 3 يونيو 1952 في سان ماندي في فرنسا - توفيت يوم 12 يونيو 1985 في باريس) كانت ممثلة فرنسية ظهرت في 19 فيلمًا بين عامي 1975 و1985.

## روابط خارجية
- دومينيك لافان على موقع IMDb (الإنجليزية)
- دومينيك لافان على موقع ألو سيني (الفرنسية)
- دومينيك لافان على موقع أول موفي (الإنجليزية)
- دومينيك لافان على موقع قاعدة بيانات الأفلام السويدية (السويدية)
- دومينيك لافان على موقع ديسكوغز (الإنجليزية)
- دومينيك لافان على موقع قاعدة بيانات الفيلم (الإنجليزية)
- دومينيك لافان على موقع كينوبويسك (الروسية)